# New Adam-12
New Adam-12 (The New Adam-12 o Adam-12) è una serie televisiva statunitense in 52 episodi andati in onda per la prima volta nel corso di due stagioni dal 1990 al 1991. È il remake della serie originaria Adam-12 trasmessa negli Stati Uniti dal 1968 al 1975. In Italia la serie è andata in onda sulla rete Italia 1 negli anni novanta e su Duel TV dal gennaio 2004.
La serie fu girata con la consulenza del Dipartimento di polizia di Los Angelese (LAPD). Uno dei produttori esecutivi, Burton Armus, è un ex investigatore del dipartimento di polizia di New York che ha fornito consulenza, oltre che per Adam-12, anche per altre serie di genere poliziesco tra cui Kojak e N.Y.P.D..

## Trama
I due poliziotti del corpo di polizia di Los Angeles, l'agente Matt Doyle e l'agente Gus Grant, pattugliano le strade della città a bordo della auto di servizio (che ha una scritta Adam 12 sul tettuccio, da cui il titolo della serie). Nel corso degli episodi si imbattono in varie situazioni, da banali litigi condominiali a rapine e catture di malviventi dopo inseguimenti.

## Personaggi
- Agente Matt Doyle (stagioni 1-2), interpretato da Ethan Wayne, veterano della LAPD, discende da una famiglia di poliziotti.
- Agente Gus Grant (stagioni 1-2), interpretato da Peter Parros, ex giocatore di football.
- Sergente Harry Santos (stagioni 1-2), interpretato da Miguel Fernandes.
- Agente Honeycutt (stagioni 1-2), interpretato da Linden Ashby.
- Sergente Elizabeth Cruz (stagioni 1-2), interpretata da Alma Martinez.
- Agente Neville (stagioni 1-2), interpretato da Harri James.
- Bridesmaid (stagione 2), interpretato da Amy Lyndon.
- Hakim (stagione 2), interpretato da Kavi Raz.
- Doris Furst (stagione 1), interpretata da Patrika Darbo.
- Guapo (stagione 1), interpretato da Ty Granderson Jones.
- Nicki Layton (stagione 1), interpretato da Julie St. Claire.[1]

## Episodi
| Stagione         | Episodi | Prima TV originale |
| ---------------- | ------- | ------------------ |
| Prima stagione   | 26      | 1990-1991          |
| Seconda stagione | 26      | 1991               |